# チャールズ・ウルリック・ベイ
チャールズ・ウルリック・ベイ（Charles Ulrick Bay, 1888年 - 1955年）は、アメリカ合衆国の実業家、外交官。1946年から1953年にかけて在ノルウェーアメリカ合衆国大使を務めた。
ベイは石油会社を経営していたほか、戦略情報局（OSS）で勤務した経験もある。
ベイは政治任用された大使で、ハリー・トルーマン大統領によって指名された。1946年7月26日、第二次世界大戦後2人目の米国大使としてノルウェー王ホーコン7世へと信任状の捧呈を行い、この職を1953年7月31日まで務めた。
大使として、ベイは慈善事業や人道支援への協力を惜しまなかった。財団を通じ、ベイはノルウェー海難救助協会に救助船導入のための資金援助を行っており、1958年に進水した救助船には彼の名をとってRS 62 アンバサダー・ベイ（RS 62 Ambassador Bay）という名が与えられた。
ベイの一族はノルウェーに所縁があったため、大使としてアメリカ・ノルウェーの外交関係に特に関心を持っていた。ノルウェーのNATO加盟、アメリカ・ノルウェーの経済協力の促進といった政策を強く支持していた。
彼の母はハンメルフェスト出身で、父の一族はドローバックにルーツがあった。ノルウェーの政治家ホーコン・ハウアンは叔父にあたる。ベイはハンメルフェストとドローバックに彫像付き噴水を寄付している。